# Krzywda (powiat garwoliński)
Krzywda – wieś sołecka w Polsce położona w województwie mazowieckim, w powiecie garwolińskim, w gminie Łaskarzew.
W latach 1975–1998 miejscowość należała administracyjnie do województwa siedleckiego.